# Rostom Abaschidse
Rostom Omarowitsch Abaschidse (georgisch როსტომ აბაშიძე; * 23. Februar 1935 in Batumi, Adscharische Autonome Sozialistische Sowjetrepublik) ist ein ehemaliger sowjetischer Ringer georgischer Abstammung. Er war 1958, 1962 und 1963 Weltmeister im griech.-röm. Stil im Halbschwergewicht.

## Werdegang
Abaschidse wuchs in Tiflis auf, begann dort als Jugendlicher mit dem Ringen. Zunächst startete er für Dinamo Tiflis, das sich nach 1945 zu einem Zentrum des sowjetischen Ringens entwickelt hatte. In Tiflis hatte er Trainer, die ihn bald an die sowjetische und damit an die Weltspitze heranführten.
Später wechselte er nach Rostow am Don. Abaschidse rang ausschließlich im griechisch-römischen Stil. 1957 wurde er in die sowjetische Nationalmannschaft der Ringer aufgenommen. In diesem Jahr trat er auch erstmals international in Erscheinung, als er bei den III. Internationalen Sportspielen in Moskau im Halbschwergewicht gewann. Im gleichen Jahr siegte er erstmals auch bei den sowjetischen Meisterschaften.
1958 wurde er auch bei den Weltmeisterschaften in Budapest eingesetzt und gewann dort den Titel, obwohl er gegen den Schweden Rune Jansson und den Bulgaren Petko Sirakow nur zu Unentschieden kam.
1959 fanden keine Weltmeisterschaften statt. Bei den sowjetischen Meisterschaften dieses Jahres belegte er nur den dritten Platz.
Obwohl er bei den sowjetischen Meisterschaften 1960 wieder Meister geworden war, wurde vom sowjetischen Verband nicht er, sondern der Olympiasieger von 1956 im Mittelgewicht Giwi Kartosia bei den Olympischen Spielen in Rom eingesetzt, der aber nur auf den 3. Platz im Halbschwergewicht kam.
Auch 1961 musste Abaschidse international pausieren. Erst 1962 war er in Toledo, Ohio, USA, wieder am Start und gewann dort seinen zweiten WM-Titel. Als Minimalist tat er nur soviel, was zum Titelgewinn nötig war, was die beiden Unentschieden gegen William Lovell aus den USA und Bojan Radew aus Bulgarien beweisen.
Seinen dritten WM-Titel gewann Rostom schließlich 1963 in Helsingborg mit fünf Siegen und nur einem Unentschieden gegen den starken Türken Hamit Kaplan.
1964 durfte er endlich bei Olympischen Spielen starten. In Tokio trat er aber überraschenderweise nicht in Bestform an, kämpfte zweimal Unentschieden und gewann zweimal nach Punkten und musste wegen der Fehlerpunkteregel ungeschlagen ausscheiden. So blieb für ihn nur der fünfte Platz.
Nach diesen Meisterschaften trat Rostom Abaschidse nicht mehr als aktiver Ringer in Erscheinung.

## Internationale Erfolge
(OS = Olympische Spiele, WM = Weltmeisterschaft, GR = griech.-röm. Stil, Hs = Halbschwergewicht, bis 1960 bis 87 kg Körpergewicht, ab 1961 bis 97 kg Körpergewicht)
- 1957, 1. Platz, III. Internationale Sportspiele in Moskau, GR, Hs, vor Krali Bimbalow, Bulgarien und Gheorghe Popovici, Rumänien
- 1958, 1. Platz, „Werner-Seelenbinder“-Turnier in Leipzig, GR, Hs, vor Herbert Albrecht, DDR und Sroka, Polen
- 1958, 1. Platz, WM in Budapest, GR, Hs, mit Siegen über Maurice Jaquel, Frankreich, György Gurics, Ungarn, Samuel Wolkowitz, Israel und Boleslaw Sidorowics, Polen und Unentschieden gegen Rune Jansson, Schweden und Petko Sirakow, Bulgarien
- 1962, 1. Platz, WM in Toledo/USA, GR, Hs, mit Siegen über Esko Ojanperä, Finnland, Jansson, Nicolae Martinescu, Rumänien und İsmet Atlı, Türkei und Unentschieden gegen William Lovell, USA und Bojan Radew, Bulgarien
- 1963, 1. Platz, WM in Helsingborg, GR, Hs, mit Siegen über Petar Cucis, Jugoslawien, Jarimir Harencik, CSSR, Herbert Albrecht, DDR, Per Svensson, Schweden und Nicolae Martinescu und einem Unentschieden gegen Hamit Kaplan, Türkei
- 1964, 5. Platz, OS in Tokio, GR, Hs, mit Siegen über Ferenc Kiss, Ungarn und Peter Jutzeler, Schweiz und Unentschieden gegen Cucic und Svensson

## UdSSR-Meisterschaften
- 1957, 1. Platz, GR, Hs, vor T. Kotschorjan, Armenien und A. Morosow, Leningrad
- 1959, 3. Platz, GR, Hs, hinter Arkadi Tkatschow, RSFSR und N. Parchomenko, RSFSR
- 1960, 1. Platz, GR, Hs, vor I. Niglas, Tallinn und A. Kirow, Kuibyschew

## Länderkämpfe
- 1958, Schweden gegen UdSSR, GR, Hs, Unentschieden gegen Rune Jansson
- 1960, UdSSR gegen BRD, GR, Hs, Punktsieger über Heinz Eichelbaum